# Comtat de Belley
El comtat de Belley fou una efímera jurisdicció feudal de Borgonya a la comarca de Bugey.
El primer comte que apareix fou Amadeu, esmentat en una carta el 977 amb què Conrad de Borgonya aprovava una donació a l'abadia de Saint-Chaffre. Va morir vers 990 i d'una esposa desconeguda hauria deixar un fill de nom Aimó, bisbe de Belley el 1032 (pero hi ha també la teoria que Aimó fou fill d'Amadeu comte de la Mauriena). Fos Aimó fill o no d'Amadeu, es coneix una dama, de nom Adelaida, de la que no es coneix el primer marit, que fou esposa en segones noces del comte Bosó, la qual podria ser l'esposa d'Amadeu. De Bosó va tenir un fill almenys, Humbert, mort vers 1 de juliol de 1047/1051.
Aquest nom Humbert el porta també un germa d'Adelaida es deia Humbert, així que Belley queda enllaçada al fill d'Adelaida (i Amadeu?) Humbert, i al germà d'Adelaida Humbert. No se sap per quin motiu un germà i un (possible) marit d'Adelaida haurien estat els dos comtes de Belley, ja que no serien parents propers.
El Humbert fill fou possible comte de Belley i de la Mauriena. El Belley derivaria del seu pare Amadeu I, i la Mauriana hauria de derivar del seu oncle Humbert. Els comtes de Mauriena van fer diverses donacions en el país de Belley al segle xi el que suggereix un parentiu proper entre les dues cases comtals. La major possibilitat és que Humbert, germà d'Adelaida, mort probablement després del 1003, fos comte de comtat de la Mauriena i en tot cas regent de Belley; és difícil per la documentació existent considerar-lo pare d'Humbert I, ja que es diu clarament que era germà de la mare d'aquest. No es pot saber tampoc quan van morir, ja que Humbert només s'esmenta vers el 990 i a la carta de 1003 en què es parla d'Humbert, no se sap si es Humbert el germà d'Adelaida o Humbert el fill d'Adelaida. Aquest Humbert I que hauria dominat Mauriena i Belley, fou anomenat el de les Mans Blanques.
Totes aquestes teories estan en discussió. Humbert I fou l'origen dels comtes de Savoia i això permet una gran abundància d'escrits sobre el tema que encara no han trobat una conclusió. El títol separat de comte de Belley ja no torna a aparèixer.